# Gliese 62
Gliese 62 is een hoofdreeksster van het type G9V, gelegen in het sterrenbeeld Beeldhouwer op 111 lichtjaar van de Zon.